# 𐤏
La ʿain (𐤏‏) es la decimosexta letra del alfabeto fenicio. Representaba el sonido fricativa faringal sonora transliterado como /ʿ/ o /ʕ/. De esta letra derivan la ʿain siríaca (ܥ), la ʿayn hebrea (ע), las ʿayn (ع) y ġayn (غ) árabes, la ómicron (Ο) griega, la O latina y la О cirílica.

En fonética la ayin representa el sonido /ʕ/. En hebreo israelí hablado este sonido no se pronuncia.

## Historia
El nombre de esta letra (ʕayn) quiere decir «ojo» y sigue conservando este significado en muchas lenguas semíticas: hebreo עין, «ʿayin»; árabe عين, «ʿayn»; siríaco ܥܝܢܐ, «ʿaynā»; acadio «īnu»; gueez ዐይን, «ʿayn»; maltés «għajn»). El glifo debe derivar del jeroglífico egipcio de ojo, ı͗r. 
| Egipcio | Protosinaítico | Fenicio |
| ------- | -------------- | ------- |
| 𓁹       |                | 𐤏       |

### Correspondencia egipcia
| D36 |

| D36 |

Para escribir el mismo sonido, los egipcios usaban un ideograma de un brazo. Cuando este jeroglífico es un fonograma se pronuncia como [ˁ]. En cambio cuando es un ideograma, representa un brazo (Gardiner D37).

### Evolución
| Fenicio | Púnico | Arameo   | Arameo  | Arameo | Arameo    |
| Fenicio | Púnico | Imperial | Nabateo | Hatreo | Palmireno |
| ------- | ------ | -------- | ------- | ------ | --------- |
|         |        |          |         |        |           |

## Uso
Los fonemas del protosemítico septentrional ʕ y ġ se fusionaron en fenicio en ʕ, sonido que comúnmente se otorga a esta letra. En neopúnico el fonema [ʕ] dejó de pronunciarse y esta letra se utilizó como mater lectionis para indicar cualquier vocal, aunque especialmente [e] y [a].

## Descendientes

### Alfabeto árabe
La ʿayn (en árabe ﻋﻴﻦ, ʿayn [ʕajn]) es la decimoctava letra del alfabeto árabe. Es una letra lunar. Representa el sonido consonántico faringeal //ʕ//.
| Posición | Aislada | Final | Media | Inicial |
| -------- | ------- | ----- | ----- | ------- |
| Forma:   | ع       | ـع    | ـعـ   | عـ      |

### Alfabeto hebreo
Originalmente ayin representaba el sonido /ʕ/. Como el hebreo que se habla en Israel está basado en la fonología europea, no semita, que carece del sonido original, esta letra no se pronuncia y no indica ningún fonema consonántico.

### Alfabeto siríaco
| Madnḫaya | Serṭo | Seṭrangela | Unicode |
| -------- | ----- | ---------- | ------- |
|          |       |            | ܥ       |
| ʕĒ       | E     | ʕĒ         | ʕĒ      |

En alfabeto siríaco, la decimosexta letra es ܥ (en siríaco clásico: ܥܐ - ʕē). El valor numérico de la ʕē es 70. Proviene, por vía del alfabeto arameo de la letra fenicia ʕain.
Representa el sonido de una consonante fricativa faríngea sonora, /ʕ/.

### Alfabeto amhárico
En alfabeto amhárico o etíope esta letra se llama ዐይን (ʕäyn). Es la decimosexta letra del alfabeto etíope. Su valor numérico es 70. Para representar el número 4 se usa esta letra - ፬, puesto que la letra "ʕäyn" es  homóglifo de la letra copta dalda, y por lo tanto, en la tradición etíope el número 70 se escribe mediante la sílaba "ro" - ፸. ʕÄyn proviene, por vía del alfabeto sur-arábigo del jeroglífico egipcio D4.
| Alfabeto árabe meridional | Alfabeto etíope |
| ------------------------- | --------------- |
| 𐩲                         | ዐ               |

Äyn representa el sonido /ʕ/.
El alfabeto amhárico es un alfasilabario donde cada símbolo corresponde a una combinación vocal + consonante, es decir, hay un símbolo básico al cual se añaden símbolos para marcar la vocal. Las modificaciones de la ዐ (ʕäyn) son las siguientes:
| ʕä [ʕə] | ʕu | ʕy | ʕ | ʕe | ʕə [ʕɨ], ∅ | ʕo |
| ------- | -- | -- | - | -- | ---------- | -- |
| ዐ       | ዑ  | ዒ  | ዓ | ዔ  | ዕ          | ዖ  |

## Unicode
| Carácter      | ע                  | ע                  | ﬠ                              | ﬠ                              | ܥ               | ܥ               | ࠏ                   | ࠏ                   |
| ------------- | ------------------ | ------------------ | ------------------------------ | ------------------------------ | --------------- | --------------- | ------------------- | ------------------- |
| Unicode       | HEBREW LETTER AYIN | HEBREW LETTER AYIN | HEBREW LETTER ALTERNATIVE AYIN | HEBREW LETTER ALTERNATIVE AYIN | SYRIAC LETTER E | SYRIAC LETTER E | SAMARITAN LETTER IN | SAMARITAN LETTER IN |
| Codificación  | decimal            | hex                | decimal                        | hex                            | decimal         | hex             | decimal             | hex                 |
| Unicode       | 1506               | U+05E2             | 64288                          | U+FB20                         | 1829            | U+0725          | 2063                | U+080F              |
| UTF-8         | 215 162            | D7 A2              | 239 172 160                    | EF AC A0                       | 220 165         | DC A5           | 224 160 143         | E0 A0 8F            |
| Ref. numérica | &#1506;            | &#x5E2;            | &#64288;                       | &#xFB20;                       | &#1829;         | &#x725;         | &#2063;             | &#x80F;             |

| Carácter      | ᴥ                | ᴥ                | ᵜ                         | ᵜ                         | Ꜥ                                      | Ꜥ                                      | ꜥ                                    | ꜥ                                    |
| ------------- | ---------------- | ---------------- | ------------------------- | ------------------------- | -------------------------------------- | -------------------------------------- | ------------------------------------ | ------------------------------------ |
| Unicode       | LATIN LETTER AIN | LATIN LETTER AIN | MODIFIER LETTER SMALL AIN | MODIFIER LETTER SMALL AIN | LATIN CAPITAL LETTER EGYPTOLOGICAL AIN | LATIN CAPITAL LETTER EGYPTOLOGICAL AIN | LATIN SMALL LETTER EGYPTOLOGICAL AIN | LATIN SMALL LETTER EGYPTOLOGICAL AIN |
| Codificación  | decimal          | hex              | decimal                   | hex                       | decimal                                | hex                                    | decimal                              | hex                                  |
| Unicode       | 7461             | U+1D25           | 7516                      | U+1D5C                    | 42788                                  | U+A724                                 | 42789                                | U+A725                               |
| UTF-8         | 225 180 165      | E1 B4 A5         | 225 181 156               | E1 B5 9C                  | 234 156 164                            | EA 9C A4                               | 234 156 165                          | EA 9C A5                             |
| Ref. numérica | &#7461;          | &#x1D25;         | &#7516;                   | &#x1D5C;                  | &#42788;                               | &#xA724;                               | &#42789;                             | &#xA725;                             |